# Volley Soverato
Maillots
Le Volley Soverato  est un club italien de volley-ball féminin fondé en 1994 et basé à Soverato, en Calabre, qui évolue pour la saison 2019-2020 en Serie A2.

## Palmarès
- Coupe d'Italie A2
  - Finaliste : 2016.

## Effectifs

### Saison 2020-2021
| No                                        | Nom                                       | Date de naissance                         | Taille                         | Poids                          | Poste                          |
| ----------------------------------------- | ----------------------------------------- | ----------------------------------------- | ------------------------------ | ------------------------------ | ------------------------------ |
| 3                                         | Chiara Mason                              | 11 juillet 2000                           | 184                            | 72                             | Réceptionneuse-attaquante      |
| 5                                         | Silvia Lotti                              | 17 juin 1992                              | 188                            | 72                             | Réceptionneuse-attaquante      |
| 6                                         | Sara Cipriani                             | 10 juillet 1999                           | 177                            |                                | Réceptionneuse-attaquante      |
| 7                                         | Rachele Nardelli                          | 7 janvier 2001                            | 186                            |                                | Réceptionneuse-attaquante      |
| 9                                         | Anna Salimbeni                            | 17 mars 2000                              | 182                            |                                | Passeuse                       |
| 10                                        | Alice Barbagallo                          | 24 avril 1997                             | 168                            |                                | Libero                         |
| 11                                        | Federica Piacentini                       | 7 mars 2001                               | 192                            | 83                             | Centrale                       |
| 12                                        | Chiara Bianchini                          | 14 avril 2001                             | 185                            |                                | Attaquante                     |
| 13                                        | Chiara Riparbelli                         | 26 avril 1996                             | 187                            |                                | Centrale                       |
| 14                                        | Laura Bortoli                             | 9 janvier 1996                            | 180                            |                                | Passeuse                       |
| 17                                        | Denise Meli                               | 9 avril 2001                              | 180                            |                                | Centrale                       |
| ?                                         | Mikayla Shields                           | 7 décembre 1998                           | 185                            |                                | Attaquante                     |
|                                           |                                           |                                           |                                |                                |                                |
| Encadrement technique                     | Encadrement technique                     |                                           | Légende                        | Légende                        | Légende                        |
| Entraîneur : Bruno Napolitano             | Entraîneur : Bruno Napolitano             | Entraîneur : Bruno Napolitano             | : Capitaine                    | : Capitaine                    | : Capitaine                    |
| Entraîneur(s) adjoint(s) : Diego Boschini | Entraîneur(s) adjoint(s) : Diego Boschini | Entraîneur(s) adjoint(s) : Diego Boschini | : Joueuse blessée actuellement | : Joueuse blessée actuellement | : Joueuse blessée actuellement |